# Transport for London
Transport for London, meglio nota attraverso l'acronimo TfL, è un'autorità locale pubblica che regola gran parte del trasporto pubblico di Londra, ossia tutto quello di proprietà locale. Fa parte dell'Autorità della Grande Londra ed è presieduta dal sindaco della città.

## Storia
La TfL venne creata nel 2000 dall'Autorità della Grande Londra tramite il Greater London Authority Act 1999, ereditando la maggior parte delle funzioni del predecessore London Regional Transport. Soltanto nel 2003 acquisì la responsabilità della metropolitana di Londra, durante l'attuazione del progetto di partenariato pubblico-privato del governo Blair che diede buona parte dei servizi a privati. Dopo pochi anni le due aziende fallirono e furono acquisite da TfL, e la metropolitana tornò in pieno controllo pubblico.

## Organizzazione
La TfL è organizzato in tre direzioni centrali, ognuna delle quali è responsabile di un diverso aspetto delle modalità di trasporto:
- Metropolitana di Londra, responsabile della gestione della rete metropolitana, normalmente indicata come the tube, della gestione della manutenzione realizzata dal settore privato. La rete è suddivisa in tre diverse unità:
  - DEEP, che gestisce le linee Bakerloo, Central, Victoria, Jubilee, Northern e Piccadilly
  - SSR, che gestisce le linee Metropolitan, District, East London, Circle, Hammersmith & City e Waterloo & City
- London Rail:
  - corresponsabile con la National Rail per i servizi ferroviari nell'area della Greater London;
  - responsabile del London Overground;
  - responsabile del Docklands Light Railway (normalmente abbreviata DLR), la linea metropolitana leggera a guida automatica, realizzata nella zona dell'ex porto di Londra, attualmente gestita da un consorzio privato.
  - responsabile del London Trams, responsabile della gestione della rete del tram di Londra. Al momento vi è una sola linea operativa nel sistema Tramlink nel sud di Londra, ma altre verranno costruite in futuro.
- trasporti di superficie:
  - London Buses, responsabile della gestione dei bus rossi per tutta Londra, operati in larga misura da aziende private.
  - London Dial-a-Ride, che propone servizi di trasporto a chiamata attraverso Londra.
  - London River Services, responsabile della gestione dei servizi di navigazione fluviale sul Tamigi entro Londra.
  - London Streets, responsabile della gestione della grande viabilità strategica all'interno di Londra.
  - London congestion charge, responsabile della gestione del traffico automobilistico nell'area di Londra.
  - Public Carriage Office, responsabile della concessione delle licenze ai famosi black cabs e altri veicoli privati da noleggio.
  - Victoria Coach Station, stazionamento  e gestione delle maggiori compagnie di bus per le linee a lunga percorrenza che collegano Londra ad altre grandi città dell'Inghilterra.
  - Cycling Centre of Excellence, ente che promuove l'uso della bicicletta a Londra
  - Walking, studia e promuove nuove zona pedonali.
  - London Road Safety Unit, il cui scopo è promuovere la sicurezza sulle strade a mezzo della pubblicità e l'adozione di adeguate misure.
  - Community Safety, Enforcement and Policing, responsabile della lotta all'evasione del mancato pagamento del biglietto sugli autobus, della gestione della sicurezza e della lotta anti crimine sui mezzi pubblici, in collaborazione con la Metropolitan Police Service.
  - Traffic Enforcement, responsible nel far rispettare le norme sul traffico e sul parcheggio.

Ognuna delle unità principali ha la sua precisa identità segnata da differenti colori del classico logo dei trasporti pubblici di Londra. Il logo interamente di colore blu senza alcuna scritta nella barra orizzontale, rappresenta il TfL nel suo complesso.

## Tariffe

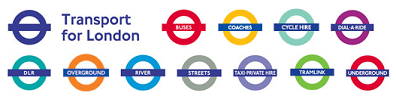
I roundel di ogni divisione della Transport for London. In alto a sinistra è visibile il logo della TfL.

La maggior parte dei sistemi di trasporto che operano sotto il controllo della TfL hanno il loro proprio regime tariffario. I bus e tram hanno un loro particolare regime tariffario che viene integrato fra loro. DLR e metropolitana sono a loro volta integrate in un unico regime tariffario.
I due regimi sono poi stati conglobati nella Travelcard, un unico biglietto che consente l'utilizzo intermodale di diversi sistemi di trasporto pubblico pagando un unico biglietto. Questo viene accettato, per una durata variabile da un giorno a un anno, e nella doppia versione peak e off-peak (ore di picco e fuori picco), su DLR, bus, ferrovia, tram e metropolitana, prevedendo anche uno sconto sulle tariffe di diversi servizi fluviali sul Tamigi.
La Oyster Card è una contactless smart card (carta intelligente a trasmissione di impulsi) introdotta nel 2003, che può essere usata per pagare tariffe individuali o essere caricata con altre tipologie di biglietti. Essa viene usata avvicinando la carta all'apposito lettore. I lettori si trovano sulle porte di accesso ai treni. L'Oyster PAYG ha una disponibilità di trasporti giornaliera ed è più economica della Travelcard.

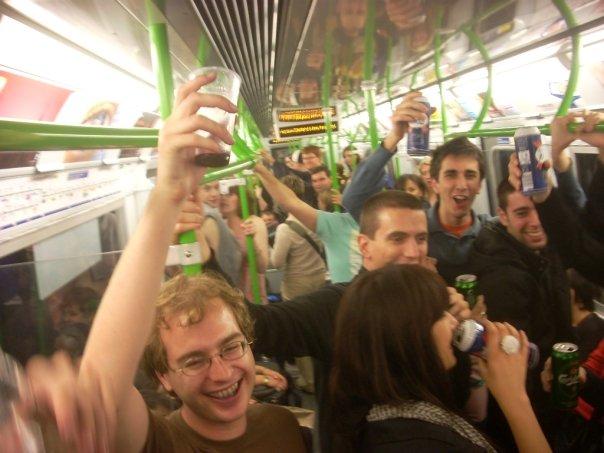
Alcuni ragazzi bevono alcolici a bordo di un convoglio della metropolitana, il giorno prima che venga emanato il divieto di trasportarli e/o berli.

## Pianificazione dei viaggi
TfL ha sviluppato un "Journey Planner" che consente ai passeggeri di pianificare i loro viaggi in modo da pagare la tariffa più bassa in funzione delle loro necessità di servizio di trasporto. Il sistema è accessibile su internet, in diversi chioschi e per telefono.

## Divieto per le bevande alcoliche
Dal 1º giugno 2008, le bevande alcoliche sono vietate sui treni, bus, tram, Docklands Light Railway e in tutte le stazioni di Londra. Il divieto riguarda anche il trasporto di contenitori aperti di sostanze alcoliche.